# عبدالله ذیب
عبدالله ذیب (انگلیسی: Abdallah Deeb؛ زادهٔ ۱۰ مارس ۱۹۸۷) یک بازیکن فوتبال اهل اردن است.
وی سابقه ۷۹ بازی و ۲۰ گل ملی برای تیم ملی فوتبال اردن در کارنامه دارد.